# Chechat
Chechat é uma vila no distrito de Kota, no estado indiano de Rajastão.

## Geografia
Chechat está localizada a 24° 46′ N, 75° 53′ L. Tem uma altitude média de 333 metros (1092 pés).

## Demografia
Segundo o censo de 2001, Chechat tinha uma população de 10,255 habitantes. Os indivíduos do sexo masculino constituem 53% da população e os do sexo feminino 47%. Chechat tem uma taxa de literacia de 62%, superior à média nacional de 59.5%; a literacia no sexo masculino é de 73% e no sexo feminino é de 50%. 16% da população está abaixo dos 6 anos de idade.